# André Bokundoa Bo-Likabe
André Bokundoa Bo-Likabe, né le 12 juillet 1954 dans la Province de la Mongala, est un pasteur chrétien baptiste congolais et professeur de théologie à l'université protestante au Congo. Il est le 3e président de l'Église du Christ au Congo après Marini Bodho.

## Biographie
André Bokundoa Bo-Likabe est né dans la Province de la Mongala en république démocratique du Congo. Il a été baptisé le 6 janvier 1973 à Upoto plus précisément à Lisala. Il a fait ses études en théologie à l’université protestante au Congo et a obtenu une licence universitaire, puis a étudié en sciences bibliques d’abord à l’École biblique et archéologique française de Jérusalem et a obtenu un diplôme puis à l’université de Sheffield et a obtenu un doctorat. Il a été consacré pasteur le 23 décembre 1990 à Kinshasa.

### Ministère
En 1998, il est devenu pasteur titulaire de l’église locale de la Communauté baptiste du Fleuve Congo dans la commune de la Gombe et Secrétaire Général de la Communauté baptiste du Fleuve Congo.
En 1998, il est devenu professeur à la faculté de théologie de l’université protestante au Congo et chef de département de l’Ancien Testament.
En 2005, il est devenu président de la Fraternité baptiste de toute l’Afrique (FBTA), et Vice-Président de l’Alliance baptiste mondiale jusqu’en 2010. 
En 2017, il devient président de l'Église du Christ au Congo, et est réélu en 2023, pour un second mandat.

### Vie privée
André Bokundoa Bo-Likabe est marié à Christine Daki Bokundoa et père de six enfants.